# Ru Zhijuan
Ru Zhijuan (kinesiska: 茹志鹃), född 1925 i Shanghai, död 1998, var en kinesisk författare.
Ru Zhijuans far slösade bort familjens pengar och sedan modern dött i difteri 1928 lämnade han sina barn, fyra söner och dottern Ru Zhijuan. En moster tog hand om två bröder. Den ofärdiga farmodern tog hand om Ru Zhijuan och hennes yngste bror men hade svårt att klara av det. Alla tre åkte mellan den ovilliga mostern i Shanghai och den lika ovilliga fastern i Hangzhou. 1938 dog farmodern och de två barnen fick leva på de pengar deras äldre bror skickade. Men när pengarna inte längre räckte skickades Ru Zhijuan till olika barnhem. Till slut kom hon till en bibelskola, där det var ganska fritt, även om man måste studera bibeln varje dag. Hemmet drevs av en kristen amerikanska, men när stillahavskriget bröt ut for hon hem och skolan upplöstes. En bror lyckades få in Ru Zhijuan på en avgiftsfri skola. Sammanlagt gick hon i skola fyra år. Trots det lyckades hon via kontakter få arbete som småskollärare. Hon var då 18 år gammal och hennes berättelse "Livet" publicerades i en tidning.
Rus äldste bror hade tagit sig till ett "befriat område" i provinsen Jiangsu och uppmanade henne att komma dit. Den kommunistiska armén blev nu hennes hem. Hon arbetade i underhållningsgruppen. Där träffande hon Wang Xiaoping som senare blev hennes man. Hon började skriva ner sina upplevelser i en anteckningsbok. Den ramlade ur en gång och upptäcktes. En text tonsattes och som belöning fick hon ett kilo griskött av militärhögkvarteret. 
1958 skrev hon sin mest berömda novell, Liljan. Den berömde författaren Mao Dun skrev att Ru Zhijuan skrev rent och enkelt och novellen var den bästa han läst på länge. 1958 blev Ru redaktör för månadstidskriften Litteratur- och konsttidningen i Shanghai. 1960 blev Ru författare på heltid. Men ordförande Mao hade sagt att författarna måste leva med "massorna", dvs soldater, bönder och arbetare. Dessutom förväntades hon skriva om hjältar. 1962 utkom Rus andra novellsamling "Den fridfulla barnbördskliniken".
Redan 1957 hade hennes man stämplats som "högerelement" i antihögerkampanjen för att han kom från Singapore. Under kulturrevolutionen återkom anklagelsen och hela familjen sändes ut på landsbygden.
Ru Zhijuans dotter Wang Anyi är också författare.